# Spökcykel

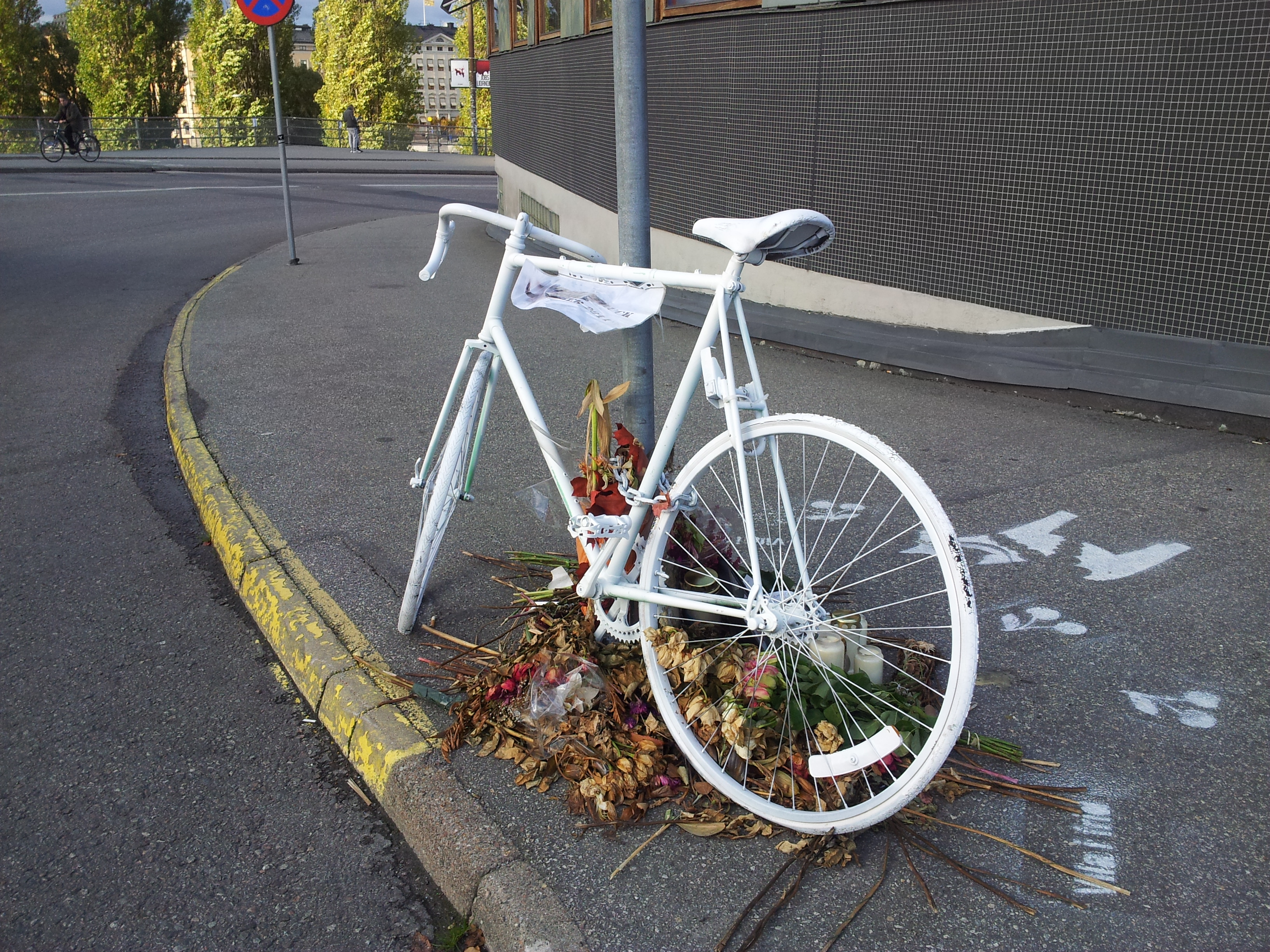
Spökcykel som ställdes upp när Jeanette Trygg kördes ihjäl vid Pelikanslingan vid Slussen 2011.

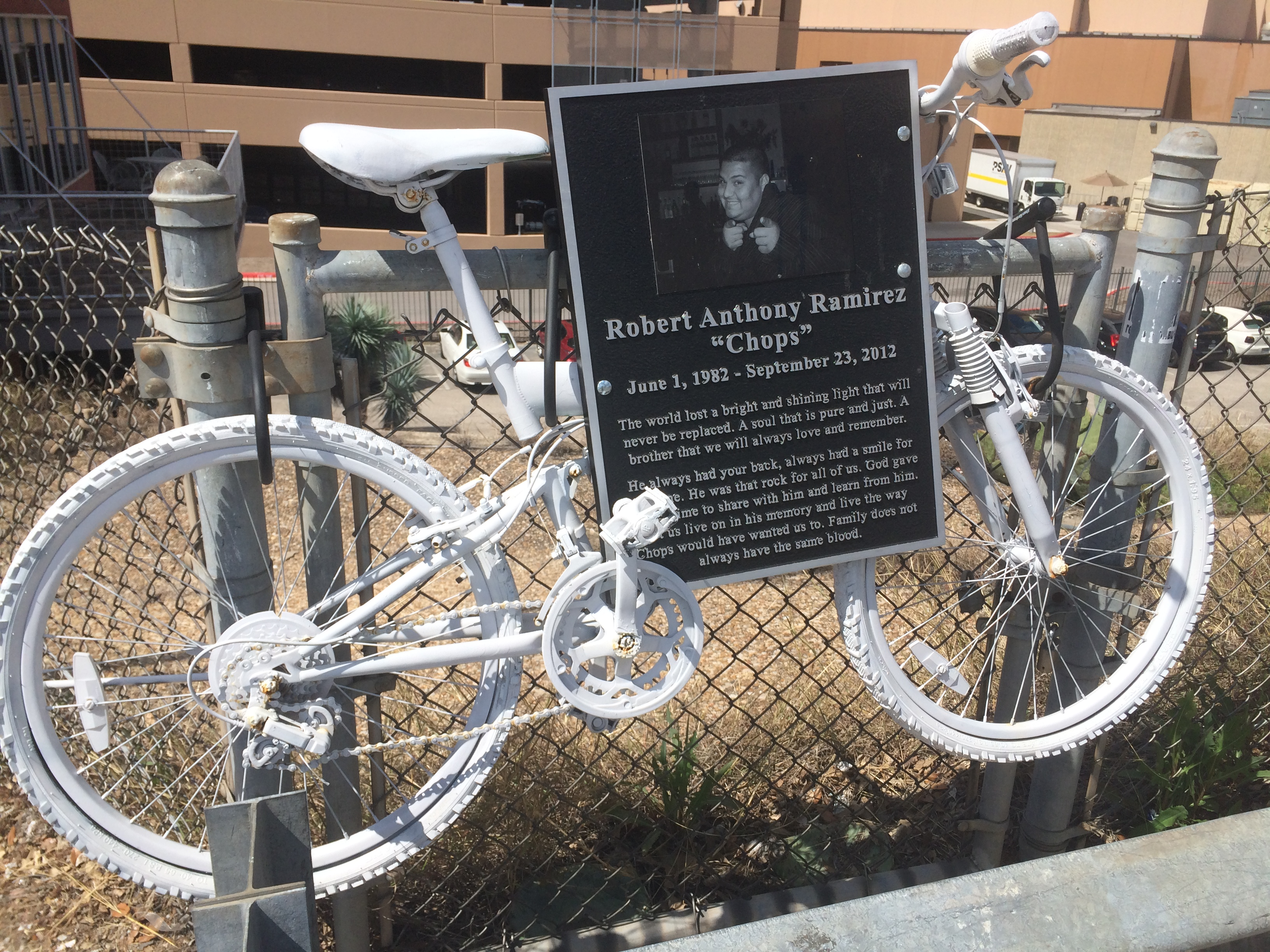
En spökcykel vid södra brofästet av Congress Avenue Bridge i Austin, Texas, uppställd 2012. Fotograferad 2015.

Spökcykel, även ghost bike och ghost cycle, är en vitmålad cykel som ställs upp som minnesmärke på platser där cyklister förolyckats i trafiken.
Traditionen föddes i Saint Louis i Missouri 2003, då ett vittne till en olycka ställde upp en vitmålad cykel med texten "Cyclist was struck here". Cykeln fungerar både som ett minnesmärke och som en varning för andra trafikanter. Syftet är även att uppmana till försiktig körning på platsen, och att bilda opinion om cyklisters rätt till säkra vägar.
Många spökcyklar registreras på webbsidan Ghostbikes.org och en av de första registrerade svenska spökcyklarna var en vitmålad cykel som placerades vid Slussen 2011, där Jeanette Trygg hade klämts ihjäl av en högersvängande lastbil. I USA lämnas ofta spökcyklarna kvar som minnesmärken, men i Sverige står de i regel under kortare tid och plockas bort av ansvariga myndigheter.